# Nádi sármány
A nádi sármány (Emberiza schoeniclus) a madarak (Aves) osztályának verébalakúak (Passeriformes) rendjébe, ezen belül a sármányfélék (Emberizidae) családjába tartozó faj.

## Előfordulása
A nádi sármány Európa és Ázsia területein honos.

### Kárpát-medencei előfordulása
Magyarországon rendszeres fészkelő állandó faj.

## Alfajai
- Emberiza schoeniclus caspia Menetries, 1832
- Emberiza schoeniclus centralasiae Hartert, 1904
- Emberiza schoeniclus harterti Sushkin, 1906
- Emberiza schoeniclus incognita (Zarudny, 1917)
- Emberiza schoeniclus intermedia Degland, 1849
- Emberiza schoeniclus korejewi (Zarudny, 1907)
- Emberiza schoeniclus pallidior Hartert, 1904
- Emberiza schoeniclus parvirostris Buturlin, 1910
- Emberiza schoeniclus passerina Pallas, 1771
- Emberiza schoeniclus pyrrhulina (Swinhoe, 1876)
- Emberiza schoeniclus pyrrhuloides Pallas, 1811
- Emberiza schoeniclus reiseri Hartert, 1904
- Emberiza schoeniclus schoeniclus (Linnaeus, 1758)
- Emberiza schoeniclus stresemanni F. Steinbacher, 1930
- Emberiza schoeniclus tschusii Reiser & Almasy, 1898
- Emberiza schoeniclus ukrainae (Zarudny, 1917)
- Emberiza schoeniclus witherbyi Von Jordans, 1923
- Emberiza schoeniclus zaidamensis Portenko, 1929

## Megjelenése
A nádi sármány testhossza 15–17 centiméter, szárnyfesztávolsága 21–28 centiméter, testtömege pedig 16–25 gramm. A költés idején a hím feje és melle fekete, bajuszsávja és tarkója fehér. Hátoldala sötétbarna, fekete sávozással, farokcsíkja szürkés, szélső farktollai fehérek. Testalja szürkésfehér, oldalán keskeny, fekete sávokkal. Az őszi vedlés után ezt a kontrasztokban gazdag színegyüttest szürke tollszegélyek fedik el, és csupán a tél folyamán válik láthatóvá, miután a tollak szürke széle elkopott. A jelentéktelen színezetű tojó első pillantásra nehezen határozható meg, különösen, ha egyedül látjuk.
|  |  |

## Életmódja
A nádi sármány fűvel benőtt mocsarak elszórtan álló bokrokkal, fűzbozótok, keskenyebb nádszegélyek lakója. A nádi sármány közel sem olyan ügyes, mint a jól ismert nádirigó, de életmódjában mégis nagyon eltávolodott a legtöbb sármánytól, amelyek gyakorlatilag csak a földön és a levegőben képesek mozogni. Tápláléka lepkékből és hernyóikból, bogarakból, pókokból, csigákból és magvakból áll. Télen nádmag a fő tápláléka. Vonulás idején a nádi sármány gyomos tarlókra is leszáll pihenni.

## Szaporodása

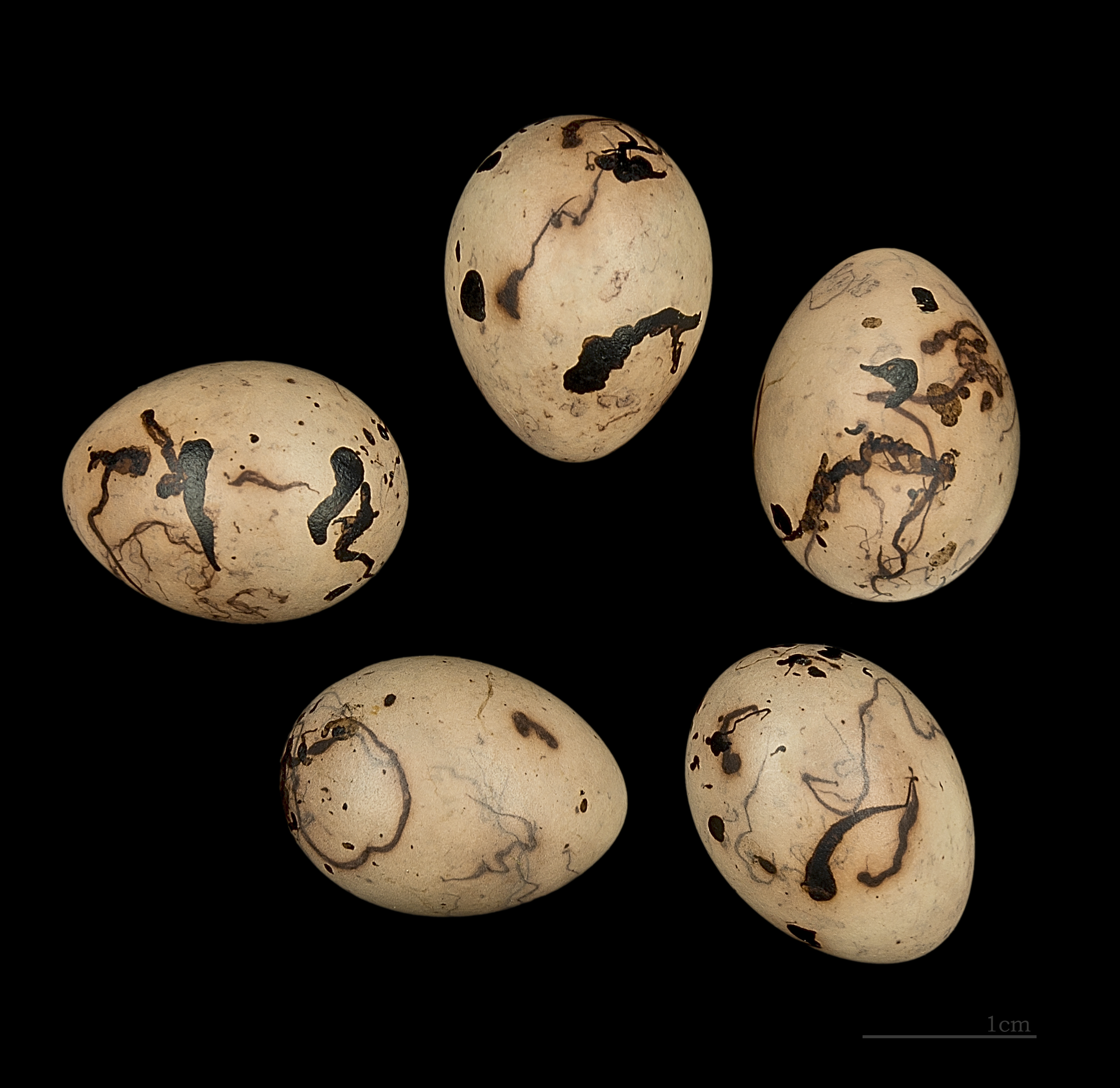
Nádi sármány tojásai

A párzási időszakban a hím nádszálra telepedve igen szorgalmasan dalolgatja rövid strófájú énekét, míg a tojó a fészkét sármány módra öreg füvek alá, a talajra építi, többnyire szárazabb helyre, mocsaras környezetben. Fészekalja 4-6 tojásból áll, melyen 12-15 napig kotlik. A fiókák kirepülési időszaka, még 10-12 nap. Ha a fészken ülő tojót felriasztjuk, szárnyait furcsán, lassan rezegtetve repül tova. A fiatalokat szüleik rovarokkal táplálják.